# 딕 더빈
리처드 조셉 더빈(Richard Joseph Durbin, 1944년 11월 21일 ~ )은 미국의 정치인이다.

## 학력
- 조지타운 대학교 외교학 인문사회 학사
- 조지타운 대학교 법학 법무박사

## 경력
- 1983.01 ~ 1997.01 제98·99·100·101·102·103·104대 미국 일리노이 제20선거구 연방하원의원
- 1997.01 ~ 2027.01 제105~119대 미국 일리노이 연방상원의원
- 2005.01 ~ 미국 상원 민주당 원내총무
- 2021.02 ~ 2025.01 미국 상원 사법위원회 위원장
- 2025.01 ~ 미국 상원 사법위원회 위원

## 역대 선거 결과
| 선거명      | 직책명                         | 대수  | 정당   | 득표율 | 득표수      | 결과 | 당락                     |
| ----------- | ------------------------------ | ----- | ------ | ------ | ----------- | ---- | ------------------------ |
| 1976년 선거 | 상원의원 (일리노이 제50부)     | 80대  | 민주당 | 49.14% | 47,112표    | 2위  | 낙선                     |
| 1978년 선거 | 일리노이 부지사                | 41대  | 민주당 | 40.10% | 1,263,134표 | 2위  | 낙선                     |
| 1982년 선거 | 하원의원 (일리노이 제20선거구) | 98대  | 민주당 | 50.35% | 100,758표   | 1위  | 일리노이주 하원의원 당선 |
| 1984년 선거 | 하원의원 (일리노이 제20선거구) | 99대  | 민주당 | 61.27% | 145,092표   | 1위  | 일리노이주 하원의원 당선 |
| 1986년 선거 | 하원의원 (일리노이 제20선거구) | 100대 | 민주당 | 68.10% | 126,556표   | 1위  | 일리노이주 하원의원 당선 |
| 1988년 선거 | 하원의원 (일리노이 제20선거구) | 101대 | 민주당 | 68.87% | 153,341표   | 1위  | 일리노이주 하원의원 당선 |
| 1990년 선거 | 하원의원 (일리노이 제20선거구) | 102대 | 민주당 | 66.20% | 130,114표   | 1위  | 일리노이주 하원의원 당선 |
| 1992년 선거 | 하원의원 (일리노이 제20선거구) | 103대 | 민주당 | 56.50% | 154,869표   | 1위  | 일리노이주 하원의원 당선 |
| 1994년 선거 | 하원의원 (일리노이 제20선거구) | 104대 | 민주당 | 54.84% | 108,034표   | 1위  | 일리노이주 하원의원 당선 |
| 1996년 선거 | 상원의원 (일리노이 제2부)      | 105대 | 민주당 | 56.09% | 2,384,028표 | 1위  | 일리노이주 상원의원 당선 |
| 2002년 선거 | 상원의원 (일리노이 제2부)      | 108대 | 민주당 | 60.33% | 2,103,766표 | 1위  | 일리노이주 상원의원 당선 |
| 2008년 선거 | 상원의원 (일리노이 제2부)      | 111대 | 민주당 | 67.84% | 3,615,844표 | 1위  | 일리노이주 상원의원 당선 |
| 2014년 선거 | 상원의원 (일리노이 제2부)      | 114대 | 민주당 | 53.55% | 1,929,637표 | 1위  | 일리노이주 상원의원 당선 |
| 2020년 선거 | 상원의원 (일리노이 제2부)      | 117대 | 민주당 | 54.93% | 3,278,930표 | 1위  | 일리노이주 상원의원 당선 |